# Xanthoparmelia maxima
Xanthoparmelia maxima är en lavart som beskrevs av Hale. Xanthoparmelia maxima ingår i släktet Xanthoparmelia och familjen Parmeliaceae.   Inga underarter finns listade i Catalogue of Life.